# 瓦亚蒙蒂
瓦亚蒙蒂是葡萄牙波塔莱格雷区的一个堂区。总面积83平方公里，总人口671人，人口密度8.1人/平方公里。